# Уолкотт, Чарльз
Чарльз Уолкотт (англ. Charles Wolcott; 29 сентября 1906, Флинт, США — 26 января 1987, Хайфа, Израиль) — американский композитор, работал в студиях Warner Bros., Metro-Goldwyn-Mayer.

## Биография
Чарльз Уолкотт родился во Флинте, штат Мичиган, США и учился в Мичиганском университете, где он сформировал свою собственную группу «Charley Wolcott and His Wolverines» в 1924–1927 годах. После окончания школы он присоединился к группе Джина Голдкетта в качестве джазового пианиста и записывал музыку для таких участников этой группы, как Бикс Байдербек, Джо Венути, Томми и Джимми Дорси, а также стал аранжировщиком для Пола Уайтмена, Бенни Гудмена и братьев Дорси. Позже он также присоединился к группе Джонни Грина, и они стали хорошими друзьями. Затем Уолкотт пошёл на радио, делая аранжировки для Эла Джолсона, Джорджа Бёрнса, Грейси Аллен и Руди Валле.
Уолкотт начал работать в Голливуде с 1937 года, главным образом на Walt Disney Studios. В 1940 году он принял участие в работе над полнометражным мультфильмом «Пиноккио» как аранжировщик, затем в этом же качестве работал над мультфильмом «Бэмби» (в обоих случаях, впрочем, как ассистент основных аранжировщиков). Однако уже в середине 1940-х гг. Уолкотт стал одним из ведущих авторов музыкального отдела компании: музыка Уолкотта к мультфильмам «Привет, друзья!» (1942), «Три кабальеро» (1944) и «Песня Юга» (1946) номинировалась на премию «Оскар».
В 1950 году он перешёл в Metro-Goldwyn-Mayer в качестве заместителя генерального музыкального директора, а в 1958 стал генеральным музыкальным руководителем. Ему приписывают введение рок-н-ролла на киноэкраны, убедив в 1955 году продюсера фильма «Школьные джунгли» включить туда запись Билла Хейли «Rock Around the Clock», музыку к которому также написал Уолкотт. Он также написал любовную тему для адаптации «Кошки на раскалённой крыше» 1958 года. В 1960 году Уолкотт попал в американский чарт Hot 100 с песней «Ruby Duby Du», которая достигла 41-го места.
Уолкотт, которого Грин назвал «человеком огромных духовных масштабов», в 1960 году окончательно покидает Голливуд, чтобы посвятить все свое время Ассамблее бахаи США, которая избрала его национальным секретарем. В 1961 году он был избран в Международный совет веры и переехал в Хайфу, где оставался до своей смерти в 1987 году.
Вскоре после смерти он был похоронен в Хайфе, в соответствии с верованиями бахаи.